# Cerasus verecunda
Cerasus verecunda là loài thực vật có hoa trong họ Hoa hồng. Loài này được (Koidz.) H. Ohba mô tả khoa học đầu tiên năm 1992.